# Lumad
Lumad là tên chung để chỉ nhóm người bản địa không phải Hồi giáo ở miền nam Philippines. Lumad là một thuật ngữ theo tiếng Cebuano có nghĩa là "bản địa" (indigenous).
Thuật ngữ đầy đủ là "Katawhang Lumad" có nghĩa là "người bản địa", được chính thức thông qua bởi các đại biểu của Liên đoàn người Lumad Mindanao (LMPF, Lumad Mindanao Peoples Federation) vào ngày 26 tháng 6 năm 1986 tại Trung tâm Hình thành Guadalupe (Guadalupe Formation Center), Balindog, Kidapawan, Cotabato, Philippines. Đây là sự tự nhận thức và bản sắc tập thể của người bản địa Mindanao.